# Ташлик (річка)
Ташли́к — річка в Україні, Новоукраїнського району Кіровоградської області. Ліва притока Чорного Ташлику (басейн Південного Бугу). 

## Опис
Довжина 31 км. Площа водозбірного басейну 447 км². Похил річки 2,5 м/км. Річкова долина завширшки до 2 км завглибшки до 50 м. Річище звивисте, завширшки пересічно 2 м. Використовується на сільськогосподарські потреби й водопостачання. Є ставки. 
Бере початок на південно-східній стороні від села Григорівки. Тече переважно на північний захід.  Впадає до Чорного Ташлику на південний захід від села Захарівки.

## Населені пункти
Над річкою розташовані такі села (від витоків до гирла): Караказелівка, Червоний Ташлик, Іванівці, Рівне, Радісне.

## Про назву річки
Назва походить від тюркського слова «камінь». Дослівно: «Кам'яний».

## Притоки
- Шута, Печена (праві), Водяна (ліва).